# Disciple (gruppo musicale)
I Disciple sono una band christian metal proveniente dal Tennessee, Stati Uniti. Il gruppo ha pubblicato nove album.

## Storia del gruppo
La band si formò nel 1992 ad opera dei giovani amici ancora liceali Kevin Young, Brad Noah e Tim Barrett.
Nel 1995 essi pubblicano il loro primo album What Was I Thinking?, e successivamente, nel 1997 vengono notati dall'etichetta Warner Resound, con la quale pubblicheranno il loro successivo lavoro, My Daddy Can Whip Your Daddy, EP con cinque canzoni, a cui seguirà due anni dopo This Might Sting a Little, famoso anche la nota hit di successo "I Just Know".
Nel 2001 è invece la volta del quarto album, By God, che manderà ben sei canzoni alla "numero uno" e guadagnerà quattro candidature ai Dove Awards.
Nel 2006 il brano Game On, tratto dall'album Scars Remain, è stato usato come sigla per il pay-per-view della WWE Cyber Sunday 2006. Il brano "In The Middle Of It Now" è stato utilizzato in WWE come colonna sonora d'entrata dei wrestler Curt Hawkins e Zack Ryder. Attualmente la canzone viene usata dal solo Curt Hawkins.

## Formazione
- Kevin Young - voce, basso
- Tim Barrett - batteria
- Israel Beechy - basso
- Andrew Welsch - chitarra
- Nathan Ehman - chitarra

## Discografia
- 1995 - What Was I Thinking
- 1997 - My Daddy Can Whip Your Daddy
- 1999 - This Might Sting A Little
- 2001 - By God
- 2003 - Back Again
- 2005 - Disciple
- 2006 - Scars Remain
- 2009 - Southern Hospitality
- 2010 - Horseshoes And Handgrenades
- 2012 - O God Save Us All
- 2014 - Attack
- 2016 - Long Live The Rebels

## Videografia
Live, At Home, And On The Road, 2004 [Slain]

72 Hours With Disciple, 2001 [Rugged]